# 前田裕子 (実業家)
前田 裕子（まえだ ゆうこ、1960年7月26日 - ）は、日本の技術者、工学博士。東京医科歯科大学知的財産本部技術移転センター長、京都府立医科大学特任教授、海洋研究開発機構監事、中外製薬監査役、コーセー取締役、九州大学理事、長野大学理事、旭化成取締役、公立大学法人大阪監事等を歴任。

## 人物・経歴
東京都立武蔵高等学校を経て、1984年東京農工大学工学部材料システム工学科卒業、ブリヂストン入社、研究開発本部。1998年BTR Power Systems Japan（現TDKラムダ）CFO兼テクニカルマネージャー。2001年農工大ティー・エル・オー取締役副社長、東京農工大学客員助教授。
2003年東京医科歯科大学知的財産本部知的財産マネージャー・特任助教授。2004年東京医科歯科大学知的財産本部技術移転センター長。社会人入学で、2005年東京農工大学生物システム応用科学教育部生物システム応用科学専攻物質機能システム学博士後期課程修了、博士（工学）、東京農工大学産官学連携・知的財産センター客員教授、内閣官房知的創造サイクル専門調査会委員。
2009年東京医科歯科大学客員教授、早稲田大学研究戦略センター客員教授、全国イノベーション推進機関ネットワークプロジェクト統括。2011年京都府立医科大学特任教授。2013年ブリヂストンに復帰して執行役員（環境担当）兼知的財産本部主任部員兼経営企画本部主任部員に就任。2014年海洋研究開発機構監事。
2017年セルバンク取締役新規事業開発担当兼管理部管掌。2019年中外製薬監査役。2020年コーセー取締役、九州大学理事（経営改革主担当）。2021年長野大学理事、旭化成取締役。2023年公立大学法人大阪監事。
内閣府総合海洋政策本部参与、文部科学省大学設置・学校法人審議会委員、文部科学省行政事業レビュー外部有識者、長岡技術科学大学外部評価員、豊橋技術科学大学外部評価委員、早稲田大学ナノ・ライフ創新研究機構研究戦略監、関西国際大学客員教授なども歴任。